# 拉哈拉 (新墨西哥州)
拉哈拉（英語：La Jara）是位於美國新墨西哥州桑多瓦爾縣的普查規定居民點。

## 人口
根據2020年美國人口普查的數據，拉哈拉的面積為36.91平方千米，皆為陸地。當地共有人口177人，而人口密度為每平方千米4.8人。